# Keshad Johnson
Keshad Ray Johnson (Oakland, California, 23 de junio de 2001) es un baloncestista estadounidense que pertenece a la plantilla de los Miami Heat de la NBA, con un contrato dual que le permite jugar además en su filial en la G League, los Sioux Falls Skyforce. Con 2,01 metros de estatura, juega en la posición de alero.

## Trayectoria deportiva

### Universidad
Jugó cuatro temporadas con los Aztecs de la Universidad Estatal de San Diego, en las que promedió 5,8 puntos y 4,0 rebotes por partido. Después de su cuarta temporada, decidió utilizar el año adicional de elegibilidad otorgado a los atletas universitarios que jugaron en la temporada 2020 debido a la pandemia de COVID-19 e ingresó al portal de transferencia de la NCAA.
Fue transferido para esa temporada extra a los Wildcats de la Universidad de Arizona,  promediando 11,5 puntos, 5,9 rebotes, 1,8 asistencias y 1,0 robos de balón por partido.

#### Estadísticas
| Año     | Equipo          | PJ  | PT  | MPP  | %TC  | %3P  | %TL  | RPP | APP | ROB | TPP | PPP  |
| ------- | --------------- | --- | --- | ---- | ---- | ---- | ---- | --- | --- | --- | --- | ---- |
| 2019–20 | San Diego State | 18  | 0   | 5.9  | .353 | .222 | .375 | 1.7 | .2  | .3  | .1  | 1.9  |
| 2020–21 | San Diego State | 24  | 0   | 13.5 | .452 | .333 | .550 | 3.6 | .7  | .3  | .5  | 4.0  |
| 2021–22 | San Diego State | 32  | 32  | 23.8 | .553 | .182 | .644 | 4.5 | 1.0 | .7  | .6  | 7.2  |
| 2022–23 | San Diego State | 39  | 39  | 22.2 | .532 | .262 | .648 | 5.0 | .7  | .5  | .5  | 7.7  |
| 2023–24 | Arizona         | 36  | 36  | 27.6 | .530 | .387 | .710 | 5.9 | 1.8 | 1.0 | .7  | 11.5 |
| Total   | Total           | 149 | 107 | 20.5 | .520 | .309 | .642 | 4.5 | 1.0 | .6  | .5  | 7.2  |

### Profesional
Tras no ser elegido en el Draft de la NBA de 2024, el 1 de julio firmó un contrato dual con los Miami Heat y su filial en la G League, los Sioux Falls Skyforce.

## Estadísticas de su carrera en la NBA

### Temporada regular
| Año     | Equipo | PJ | PT | MPP | %TC  | %3P  | %TL  | RPP | APP | ROB | TPP | PPP |
| ------- | ------ | -- | -- | --- | ---- | ---- | ---- | --- | --- | --- | --- | --- |
| 2024-25 | Miami  | 16 | 0  | 6.1 | .692 | .429 | .444 | 1.8 | .3  | .3  | .3  | 2.7 |
| Total   | Total  | 16 | 0  | 6.1 | .692 | .429 | .444 | 1.8 | .3  | .3  | .3  | 2.7 |

### Playoffs
| Año   | Equipo | PJ | PT | MPP | %TC   | %3P | %TL | RPP | APP | ROB | TPP | PPP |
| ----- | ------ | -- | -- | --- | ----- | --- | --- | --- | --- | --- | --- | --- |
| 2025  | Miami  | 2  | 0  | 4.0 | 1.000 | –   | –   | .5  | .0  | .0  | .0  | 1.0 |
| Total | Total  | 2  | 0  | 4.0 | 1.000 | –   | –   | .5  | .0  | .0  | .0  | 1.0 |